# Deszna (Csernyihivi terület)
Deszna (cirill betűkkel: Десна) városi jellegű település Ukrajna Csernyihivi területének Csernihivi járásában. Deszna község székhelye. A Deszna folyó jobb partján, a területi központtól, Csernyihivtől 75 km-re dél-délnyugatra, a fővárostól, Kijevtől 50 km-re észak-északkeletre fekszik.

## Története
A települést 1959. november 1-jén hozták létre katonai lakótelepként, amikor Bila Cerkvából ide telepítették át a Szovjet Hadsereg Kijevi Katonai Körzetének alárendeltségébe tartozó 112. lövész gárdahadosztályt. Az akkor a Kozeleci járáshoz tartozó település 1960-ban városi jellegű település rangot kapott. A településen állomásozó hadosztály 1962-ben gépesítettlövész-kiképző hadosztállyá, majd 1968-ban harckocsizó kiképző hadosztállyá alakult át. A hadosztályt 1989 átszervezték és létrejött belőle a harckocsizó kiképzést folytató 169. kerületi kiképző központ, amely 1992-től az Ukrán Fegyveres Erők 169. Deszna Kiképző Központja.
2015. szeptember 4-én az Ukrán Miniszteri Kabinet határozata alapján a Desznai Települési Tanács csatlakozott Deszna községhez. Majd 2020. július 17-én az ukrajnai közigazgatási reform során megszüntették a Kozeleci járást, Deszna település a Csernyihivi járáshoz került.
A 2022-es orosz invázió alatt a települést két nagyobb támadás érte. 2022. május 17-én Deszna ellen rakétatámadást hajtott végre az orosz hadsereg, ennek következtében 87 ember vesztette életét. 2022. június 25-én robotrepülőgép-támadás érte a települést, amely nyomán anyagi károk keletkeztek, halálos áldozata nem volt a támadásnak.

## Népesség
Lakossága a 2001-es népszámlálás idején 7180 fő volt, 2022-es becsült népessége 7297 fő. A 2001-es népszámlásláson a lakosság 83,38%-a ukrán, 15,43%-a orosz anyanyelvűnek vallotta magát.

## Települési szimbólumok
Deszna zászlaját és címerét a települési tanács 2010. március 26-i ülésén hagyták jóvá.  A címer és a zászló ugyanazokat a szimbólumokat alkalmazza. Balra vörös mezőben két keresztbe helyezett, felfelé mutató aranykard található, amely a településen található katonai kiképző központra utal.  Balra zöld terület található, amely a település melletti erdőket szimbolizálja. A zöld és a vörös háttér közötti hullámos ezüst szegély a Deszna folyót szimbolizálja. A címerpajzsot egy díszes kartus alkotja, amelynek tetején egy torony oromdísz található.